# Hera Björk
Hera Björk Þórhallsdóttir művésznevén és röviden Hera Björk (Reykjavík, 1972. március 29.) izlandi énekesnő. Ő képviselte Izlandot a 2010-es Eurovíziós Dalfesztiválon, Olsóban a Je ne sais quoi című dalával, majd képviselte hazáját ismételten a 2024-es Eurovíziós Dalfesztiválon, Malmőben a Scared of Heights című dalával.

## Pályafutása
Hera Björk részt vett a 2009-es Eurovíziós Dalfesztivál dán eurovíziós nemzeti döntőjén, a Dansk Melodi Grand Prix-n, ahol a második helyet szerezte meg a Someday című dalával. 2010-ben megnyerte az izlandi Söngvakeppnint a Je ne sais quoi című dallal, így ő indulhatott a 2010-es Eurovíziós Dalfesztiválon. Az Oslóban megrendezett verseny döntőjében a tizenkilencedik helyen végzett.
2019-ben részt vett a Söngvakepninen, ahol Moving On című dalával a döntőben a negyedik helyen végzett.
2024. január 27-én a RÚV bejelentette, hogy az énekesnő résztvevője lesz a 2024-es Söngvakeppnin izlandi eurovíziós nemzeti válogatónak. Við förum hærra című dalával a második elődöntőben vett részt, ahonnan továbbjutott a verseny döntőjébe. A március 2-i döntőben már az angol nyelvű, eurovíziós változatát adta elő a versenydalának. A Scared of Heights című dal a zsűri és a nézők szavazati alapján bekerült a legjobb kettőbe, ahol végül a közönségnek köszönhetően megnyerte a válogatóműsort így ő képviselhette hazáját az Eurovíziós Dalfesztiválon. A verseny május 7-én rendezett első elődöntőjében a tizenötödik, utolsó helyen végzett, így nem jutott tovább a döntőbe.
Korábban már többször szerepelt Eurovíziós Dalfesztiválon: 2008-ban az Eurobandið, 2009-ben Yohanna, majd 2015-ben Maria Olafs háttérénekese volt a versenyen.

## Diszkográfia

### Albumok
- Ilmur af Jólum (2000)
- Hera Björk (2006)
- Je Ne Sais Quoi (2010)
- Ilmur af Jólum II (2013)

### Kislemezek
- Engum Nema Þér (2001, Friðrik Ómarral közösen)
- Blikar, Tökum Nú Bikar (2003, Vilhjálmur Goðival közösen)
- Someday (2009)
- Je ne sais quoi (2010)
- Finnum Astina / Feel the Love Tonight (2011)
- Because You Can (2013)
- Christmas Song (2015, Chiara Siracusával közösen)
- Queen of Effing Everything (2016)
- Frelsisvor (2018, Gissur Páll Gissurarsonnal közösen)
- Eitt andartak / Moving On (2019)
- Við förum hærra / Scared of Heights (2024)

## Fordítás
- Ez a szócikk részben vagy egészben  a   Hera Björk című angol Wikipédia-szócikk fordításán alapul.  Az eredeti cikk szerkesztőit annak laptörténete sorolja fel. Ez a jelzés csupán a megfogalmazás eredetét és a szerzői jogokat jelzi, nem szolgál a cikkben szereplő információk forrásmegjelöléseként.